# Dan Feuerriegel
Dan Feuerriegel, parfois crédité sous le nom de Daniel Feuerriegel, est un acteur australien originaire de Brisbane. Il a joué dans de nombreuses séries télévisées australiennes avant d'accéder à la notoriété avec le personnage d'Agron dans Spartacus : Le Sang des gladiateurs. Il reprendra à nouveau ce rôle, dont l'importance s'est considérablement accrue, dans Spartacus : Vengeance et Spartacus : La Guerre des damnés.

## Biographie
Daniel Gregory Feuerriegel est né le 29 octobre 1981. En 1998, Feuerriegel est diplômé au Villanova College, un collège catholique situé à Coorparoo, la banlieue de Brisbane, dans le Queensland.
Après un bref passage dans la session science de la Queensland University of Technology, Dan réalise que sa véritable vocation est d'être acteur et s'inscrit, en cours d'année, au département artistique de son université. Il y étudie l'art dramatique et est diplômé en 2002.

## Carrière
Son diplôme en poche, il commence sa carrière d'acteur et rejoint en 2005 la distribution de Small Claims: White Wedding et du court-métrage Boys Grammar.
2006 marque un tournant majeur dans sa carrière : Feuerriegel apparaît alors dans Burke & Wills et le court-métrage True mais, surtout, il campe un personnage récurrent dans le soap-opéra culte McLeod's Daughters avant de jouer dans une autre série, Stupid Man Stupide.
Il rejoint la distribution du court-métrage Between the Flags en 2007. En 2008, il est apparu en tant que personnage régulier dans la série à succès Summer Bay, où il joue le journaliste Gavin Johnson. La même année, il apparaît en guest-star dans un épisode de The Strip. En 2009, il joue Brendan dans la série australienne All Saints (plus tôt, en 2006, il avait tenu le rôle de Cameron "Indy" Jones dans cette même série).
En 2010, il est choisi pour intégrer la distribution de Spartacus : Le Sang des gladiateurs, où il interprète Agron, une nouvelle recrue de l'école des gladiateurs. Face au succès de la série, Starz commande une nouvelle saison, dont le tournage est un temps retardé afin de permettre à l'interprète principal, Andy Whitfield, de se remettre de son cancer. Dan Feuerriegel reprend son rôle d'Agron dès 2012, avec Spartacus : Vengeance, puis en 2013 pour la dernière saison de Spartacus.
En 2014, il a joué dans Cryptic un film de Freddie Hutton-Mils. En 2017 il joue  dans December un film de Luciana Faulhalber aux côtés d'elle-même et de Chris Conrad.
Pour 2019 il devra tourner dans deux autres films.

## Vie privée
Dan Feuerriegel souffre d'un problème cardiaque rare depuis sa naissance, ce qui n'a malgré tout eu aucune répercussion sur son quotidien ou sa carrière : bien que les médecins l'aient prédisposé à une vie protégée et calme, Dan excelle dès l'enfance dans l'athlétisme, la chorale et le théâtre. Il dispose toutefois d'un stimulateur cardiaque. Dan est très proche des animaux. Étant enfant il voulait devenir vétérinaire. Il a choisi sa deuxième passion « le cinéma » Il est souvent mannequin pour différentes causes humanitaires. Il est très proche d'une association à Los Angeles appelée KittCrusaders.

## Filmographie
- 2005 : Small Claims: White Wedding" - Brendan Rigby
- 2005 : Boys Grammar - Ben (court-métrage)
- 2006 : RAN: Remote Area Nurse - Ben (épisode "The Gardens of the Torres Strait")
- 2006 : McLeod's Daughters - Leo Coombes (cinq épisodes)
- 2006 : Stupid Stupid Man - Kim (épisode "The Reunion")
- 2006 : All Saints - Cameron 'Indy' Jones ("Jaws of Death" - saison 9, épisode 36 )
- 2008 : Summer Bay - Gavin Johnson (neuf épisodes)
- 2008 : The Strip - Rhys Roberts (épisode 1.15)
- 2006 : Burke & Wills - Guy
- 2006 : True - Russell (court-métrage)
- 2007 : Between the Flags - first guy
- 2009 : All Saints - Brendan ("Out of the Ashes" - saison 12, épisode 1 )
- 2010 : Spartacus : Le Sang des gladiateurs - Agron (distribution principale)
- 2011 : Winners & Losers - Jake Peters (saison 1, épisodes 14, 15, 16, 17)
- 2012 : Spartacus : Vengeance - Agron (distribution principale)
- 2013 : Spartacus : La Guerre des damnés - Agron (distribution principale)
- 2014 : Cryptic - Jim Jonas
- 2015 : Marvel : Les Agents du SHIELD - Spud (saison 3, épisode 3)
- 2017: December- Luciana Faulhaber